# Carlos Antonio Sosa Valencia
Carlos Antonio Sosa Valencia (3 de enero de 1966 Mocorito – Sinaloa, México) es un empresario, filántropo e ingeniero civil mexicano. 

## Trayectoria
Desde final de los años 90 ha trabajado en órganos de representación empresarial del sector económico, en áreas del entretenimiento, agrícola, y construcción entre otras.   
Es ingeniero civil y se desempeña como director general del Grupo Anjor, bajo su dirección se han fundado importantes empresas del noroeste mexicano como Agroindustrias Anjor, Citicinemas, Desarrollo Urbano Tres Ríos, Cuadra Anjor, Constructora Mocorito, Constructora Inzunza, Anjor Organic Farm, entre otras.
Ha desarrollado su trabajo filantrópico por medio de la dirección de la fundación Grupo Anjor y el Centro Cultural Dr. José Ley Domínguez desde estos organismos dirige diversas actividades orientadas al fortalecimiento de la cultura, educación, deporte, y turismo de su región. 
A través de su fundación es autor impulsor de Mocorito en varios aspectos; en el turístico logrando ganar la denominación de “Pueblo mágico”, y la “Atenas de Sinaloa”, para su natal municipio. En el ámbito turístico y cultural fundó el Centro cultural José Ley Domínguez, creación de monumentos públicos, reconstrucción de centros educativos, y el fomento del empleo local con sus empresas legalmente constituidas.     

## Logros
Varios reconocimientos, homenajes y menciones ha sido recibido a lo largo de los años, destacan entre ellos: 
- 2012 - Recibe “Reconocimiento”, por el engrandecimiento y contribución a la cultura de la ciudad de Mocorito, Mocorito – Sinaloa, México;[11][12]

- 2018 - Gana el "Premio Profesionista Lince", mérito empresarial otorgado por la Universidad Autónoma de Occidente, Culiacán - Sinaloa México;[13][14][15][16] Hipódromo de Las Américas, competencias en carreras de caballos en su honor;[17][18][19][20]

- 2022 - Personaje del año, São Paulo - Brasil.[21]

- 2022 - "Reconocimiento" por el aporte ofrecido a la cultura, entregado por el Ayuntamiento de Salvador Alvarado, Sinaloa - México[22][23][24]

Alterna su domicilio en las ciudades de México, Guadalajara, Mocorito y Culiacán, ciudades donde desarrolla su trabajo de empresario con su pasión por el arte y la cultura.